# Hitoshi Shiozawa
| Entdeckte Asteroiden: 18                                      | Entdeckte Asteroiden: 18 | Entdeckte Asteroiden: 18 |
| ------------------------------------------------------------- | ------------------------ | ------------------------ |
| Nummer und Name                                               | Entdeckungsdatum         |                          |
| (4507) Petercollins1                                          | 19. März 1990            |                          |
| (5292) Mackwell1                                              | 12. Januar 1991          |                          |
| (6393) 1990 HM1                                               | 29. April 1990           |                          |
| (6785) 1990 VA71                                              | 12. November 1990        |                          |
| (6984) Lewiscarroll2                                          | 4. Januar 1994           |                          |
| (7136) Yokohasuo2                                             | 14. November 1993        |                          |
| (7338) 1990 VJ31                                              | 12. November 1990        |                          |
| (8705) 1994 AL32                                              | 8. Januar 1994           |                          |
| (9387) Tweedledee2                                            | 2. Februar 1994          |                          |
| (9765) 1991 XZ1                                               | 14. Dezember 1991        |                          |
| (10565) 1994 AT12                                             | 9. Januar 1994           |                          |
| (11932) 1993 EP2                                              | 13. März 1993            |                          |
| (11952) 1994 AM12                                             | 8. Januar 1994           |                          |
| (11954) 1994 BY2                                              | 22. Januar 1994          |                          |
| (14477) 1994 CN2                                              | 2. Februar 1994          |                          |
| (16746) 1996 PW62                                             | 8. August 1996           |                          |
| (17464) 1990 VX1                                              | 11. November 1990        |                          |
| (19171) 1991 FS1                                              | 17. März 1991            |                          |
| [1] zusammen mit Minoru Kizawa [2] zusammen mit Takeshi Urata |                          |                          |

Hitoshi Shiozawa (jap. 塩沢均, Shiozawa Hitoshi; * im 20. Jahrhundert) ist ein japanischer Astronom und Asteroidenentdecker.
Zwischen 1990 und 1999 entdeckte er zusammen mit seinen Kollegen Takeshi Urata und Minoru Kizawa insgesamt 29 Asteroiden.